# Diente
Un diente es una estructura anatómica calcificada que se localiza en la cavidad oral de múltiples especies de vertebrados y que tiene como principal función la prensión del alimento.
La masticación es una característica propia de mamíferos. Algunos animales, también usan sus dientes para propósitos defensivos o tienen características sexuales secundarias. 
Los dientes están compuestos de múltiples tejidos de diferente densidad y dureza. Los tejidos celulares que en última instancia se convierten en dientes se originan en la capa germinal del embrión conocida como ectodermo, aunque hay compleja interacción entre ectodermo y mesodermo en su desarrollo.
La estructura general es similar en las diferentes especies, aunque hay una variedad considerable en su forma y posición. Todos los dientes poseen pulpa dentaria, algún tipo de dentina y, en la parte más externa, esmalte, a excepción de los condrictios que poseen una sustancia similar al esmalte o esmaltoide. Los dientes de los mamíferos tienen raíces profundas, las que también se encuentran en algunos peces y cocodrilos. 
En muchas especies de reptiles y peces, los dientes se unen al paladar o al suelo de la boca, formando filas adicionales dentro de las de las mandíbulas propiamente dichas. Algunos teleósteos incluso tienen dientes en la faringe. Aunque no son dientes verdaderos, los dentículos dérmicos de los tiburones son casi idénticos en estructura y es probable que tengan el mismo origen evolutivo. De hecho, los dientes parecen haber evolucionado primero en los tiburones, ya que no se encuentran en los más primitivos peces sin mandíbula. 
Las lampreas tienen estructuras dentales en la lengua, pero estas están compuestas de queratina y no tienen relación con los dientes verdaderos. Aunque se han encontrado estructuras dentales con dentina y esmalte en los últimos conodontos, se estima que han evolucionado independientemente de los dientes de los vertebrados posteriores.

## Origen evolutivo
Los genes que gobiernan el desarrollo de los dientes en los mamíferos son homólogos a los que participan en el desarrollo de las escamas de los peces. Un estudio de la placa dental de un fósil de Romundina stellina señaló que los dientes y las escamas surgieron de los mismos tejidos, dando apoyo a la teoría de que los dientes evolucionaron como una modificación de las escamas. La estructura de los dientes es similar a las de las escamas placoides de los condrictios.

## Desarrollo
Ver Desarrollo dentario. El desarrollo del diente es similar al de las escamas de los peces, con una serie compleja de interacciones entre la epidermis y la dermis. Es casi idéntica en todos los vertebrados, aunque pueden variar algunos procesos en aquellos animales que carecen de esmalte o tienen una forma diferente de implantación o reemplazo.

## Fosilización y tafonomía
Debido a su resistencia, a menudo se conservan los dientes de un individuo cuando los huesos son completamente degradados. A causa de esto y de que reflejan la dieta del organismo huésped, son muy valiosos para los arqueólogos y paleontólogos. Los primeros peces, como los telodontos, tenían escamas compuestas de dentina y un compuesto similar al esmalte, lo que sugiere que el origen de los dientes eran las escamas que se conservaban en la boca. Al final del cámbrico, los peces ya tenían dentina en su exoesqueleto, que puede haber funcionado como defensa o para detectar su ambiente.

## Clasificación de la dentición
La dentición se puede clasificar según los siguientes criterios:

#### Según su forma o función
- Homofiodoncia: dientes similares en toda la dentadura o con una misma función. También llamada isodoncia, en mamíferos.[13]
- Heterodoncia: dientes de una misma dentadura con diferente forma o función. La heterodoncia es típica de mamíferos pero también se puede encontrar en peces y reptiles. También llamada anisodoncia, en mamíferos.[13]

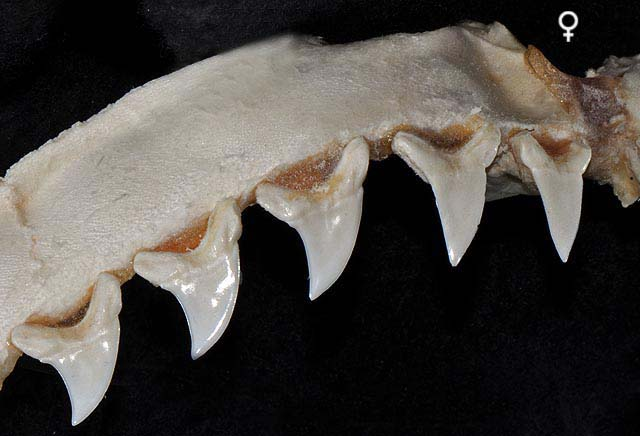
Homodoncia
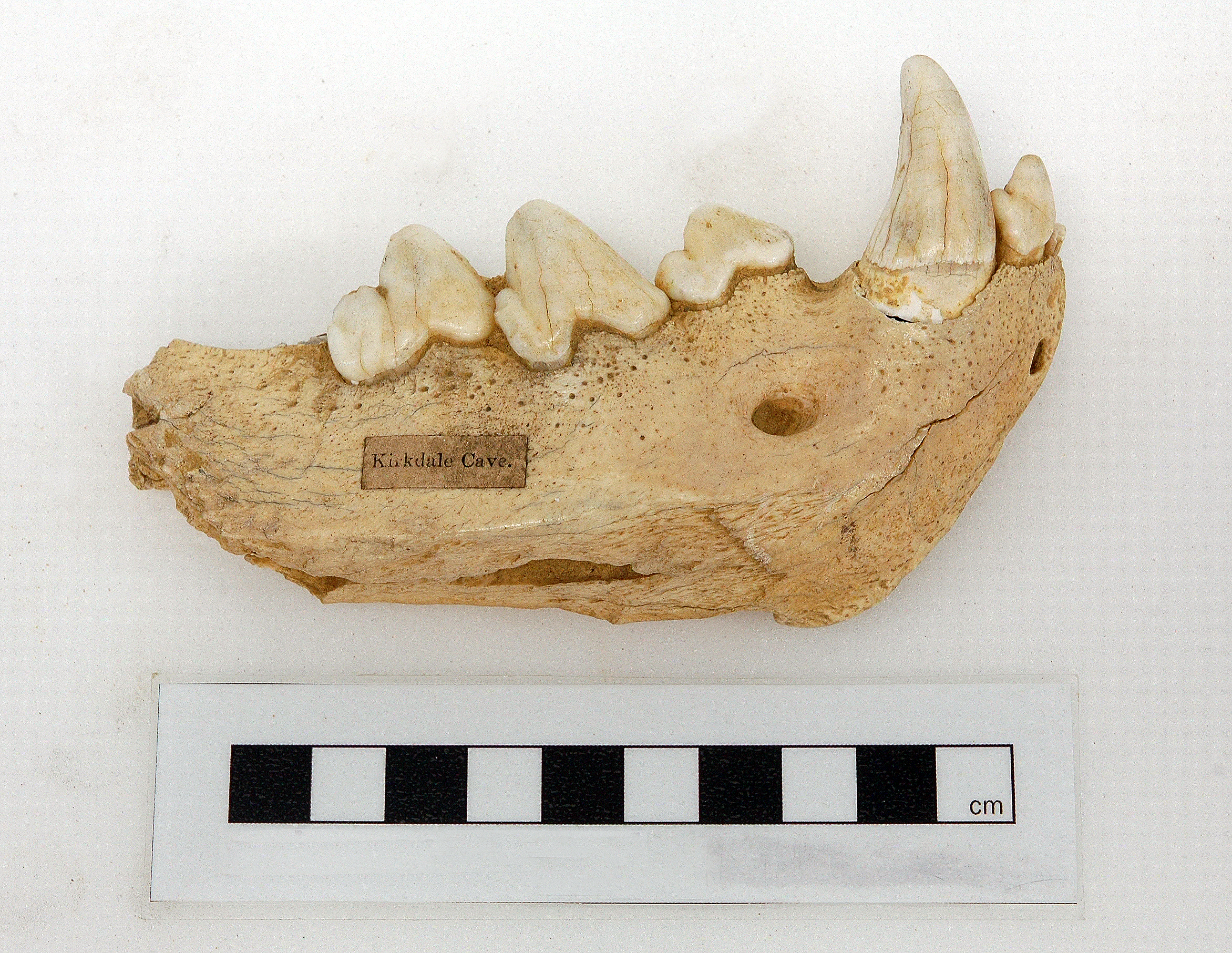
Heterodoncia

#### Según la morfología de la corona
- Haplodoncia: coronas simples
- Plexodoncia: coronas complejas
- Bunodonto: cúspides redondeadas
- Secodonto: cúspides agudas
- Lofodonto: cúspides formado crestas
- Selenodonto: cúspides en forma de medias lunas
- Zalamdodonto: cúspides en forma de «V»
- Dilambdodonto: cúspides en forma de «W»

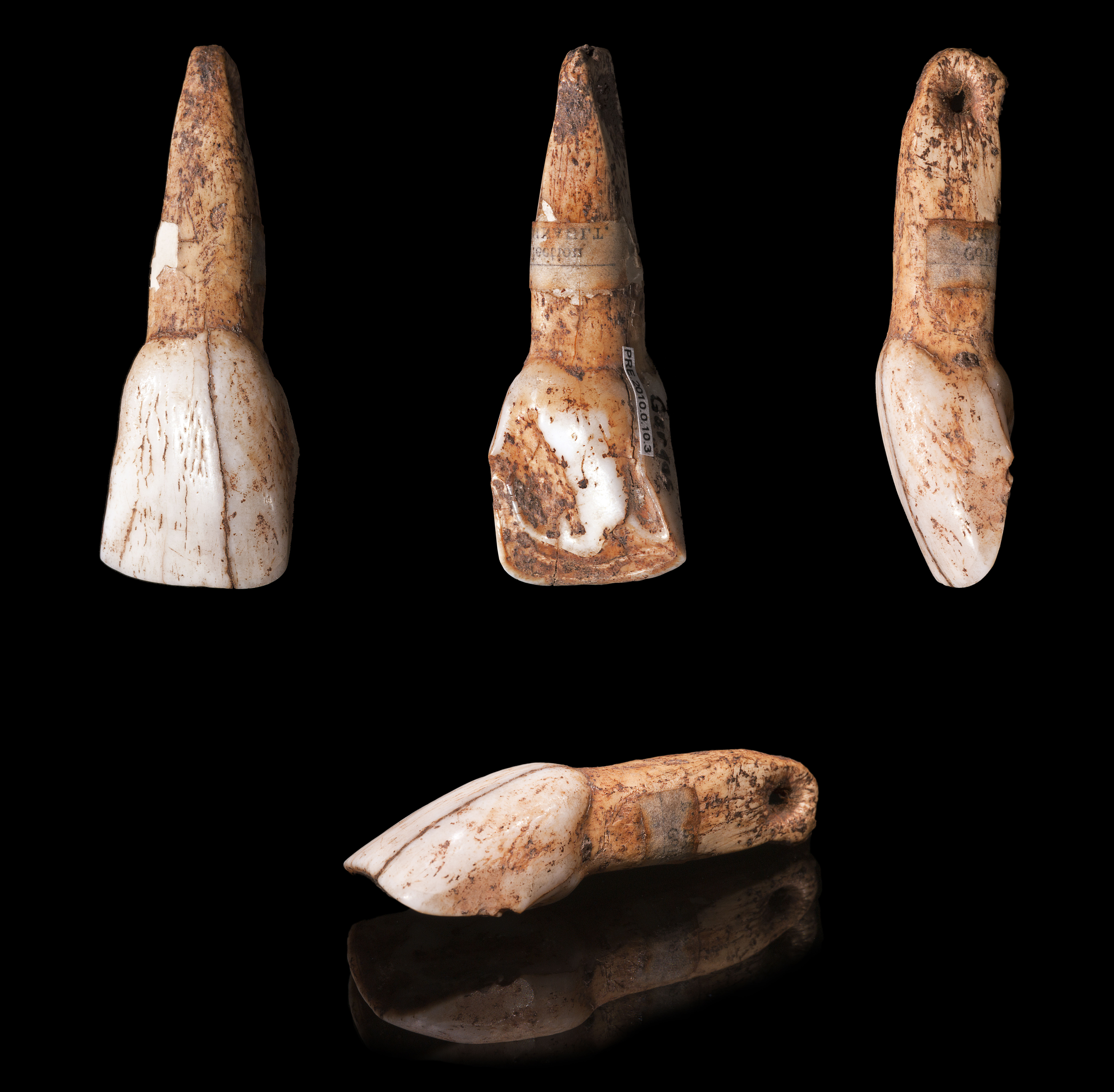
Haplodoncia
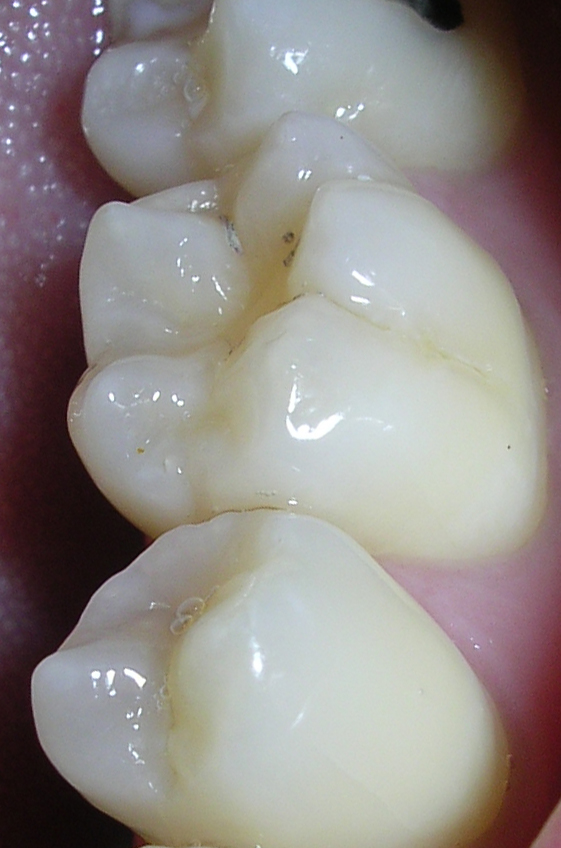
Plexodoncia (bunodonto)
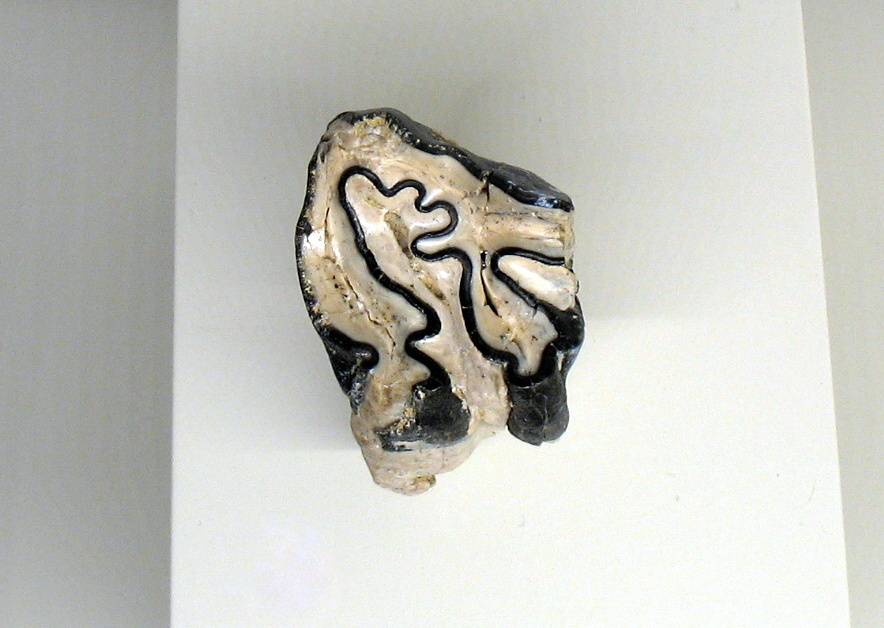
Lofodonto
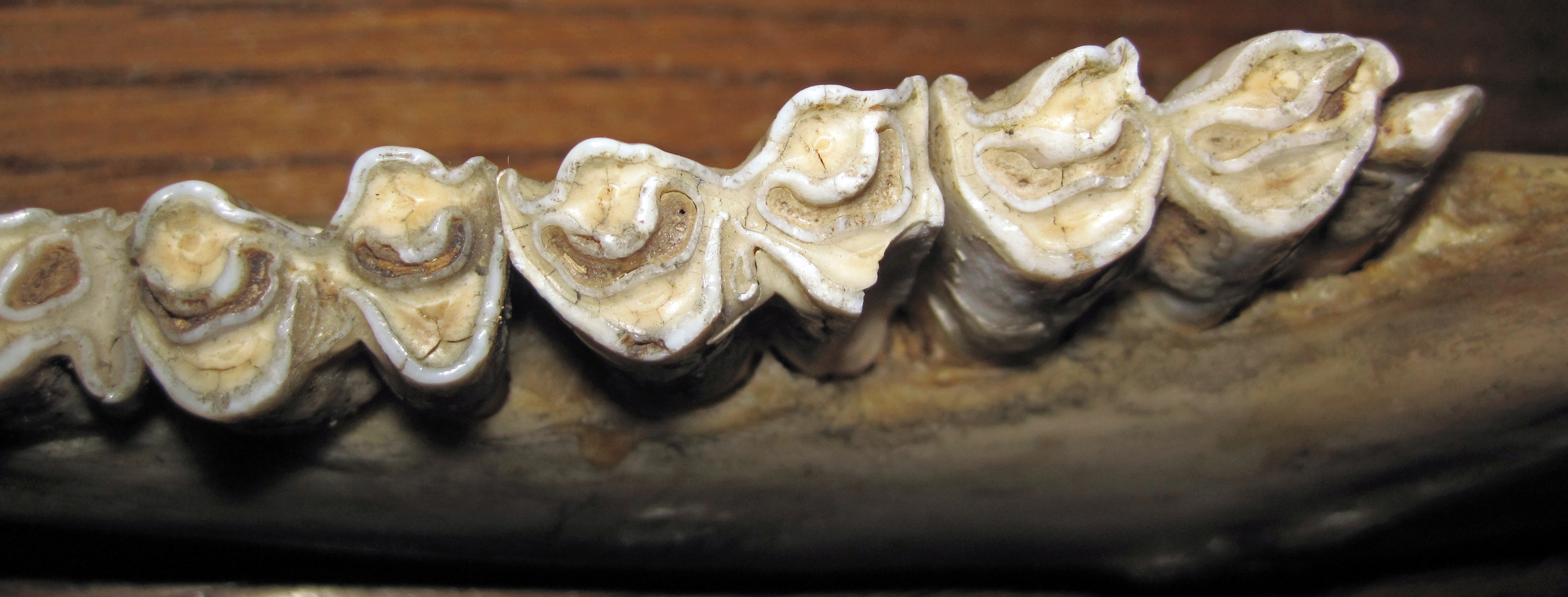
Selenodonto

#### Según su continuidad en la quijada
- Atelodoncia: cuando existen espacios (diastemas) entre los dientes. Estos espacios pueden deberse a la ausencia de piezas dentarias presentes en el antepasado o en especies relacionadas, o a la formación de un espacio entre los dientes sin pérdidas.
- Entelodoncia: arcada sin espacios.

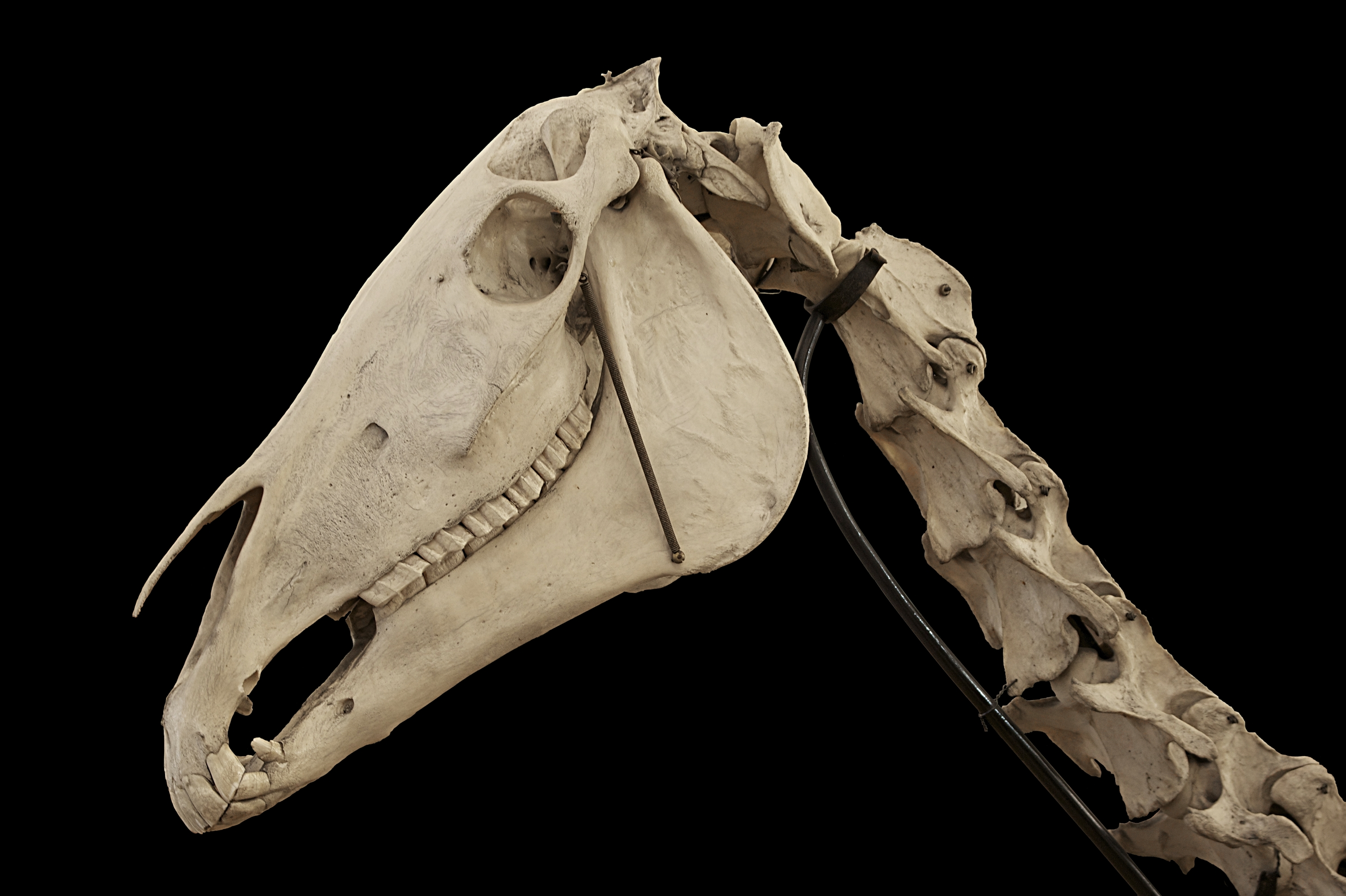
Atelodoncia
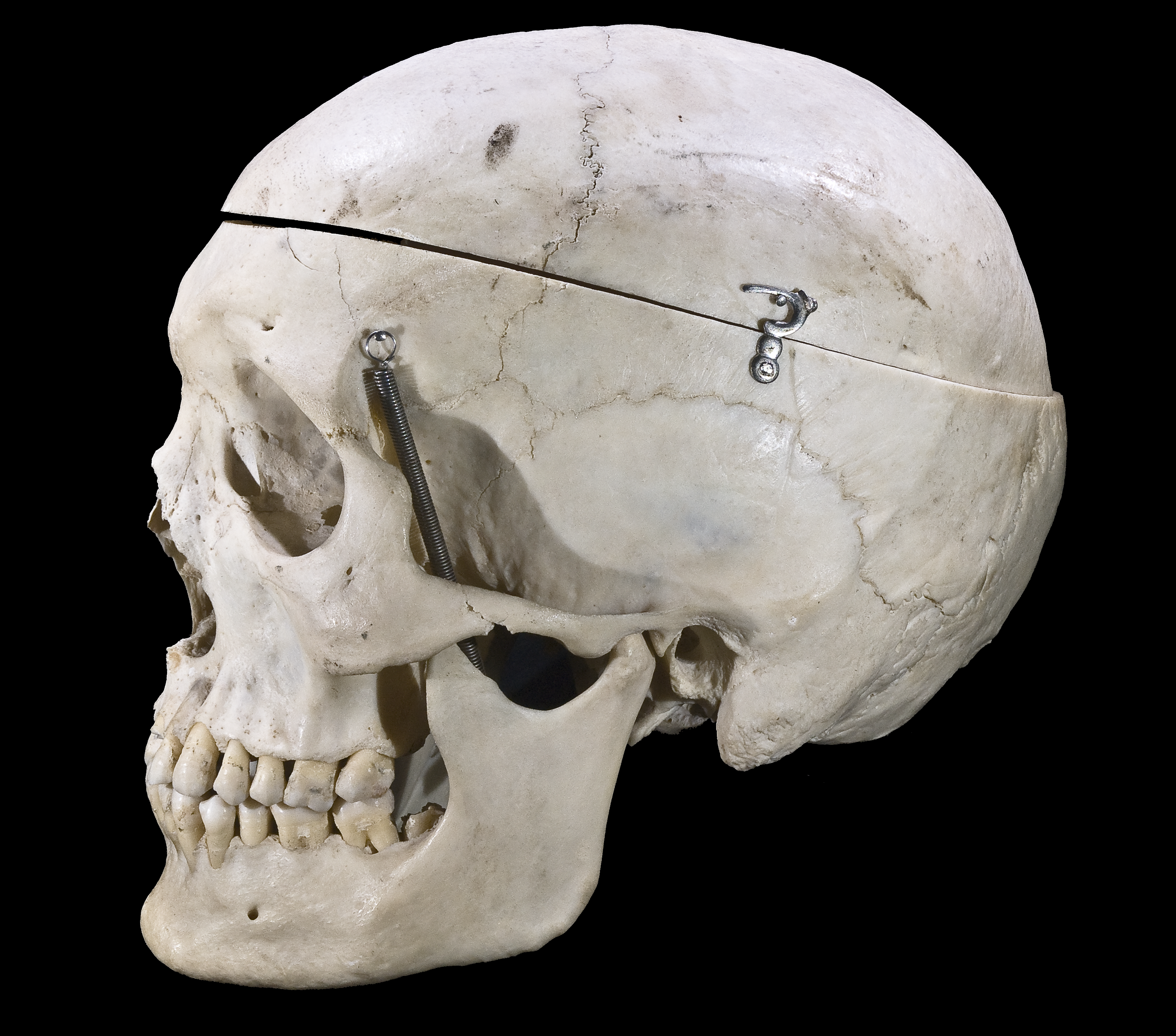
Entelodoncia

#### Según su crecimiento
- Braquiodoncia: crecimiento limitado de los dientes. En algún punto el diente termina su desarrollo y deja de crecer.
- Hipsodoncia: existen dos subtipos:
  - Protohipsodoncia (o hipsodoncia a secas dependiendo del autor): el crecimiento es prolongado en el tiempo, pero se detiene en algún momento (es típica de caballos).
  - Euhipsodoncia (o hipselodoncia): crecimiento continuo. En los roedores roer ayuda a mantener la longitud relativamente constante, debido a que el crecimiento continuo de los dientes es capaz de lastimar al mismo animal si los dientes no son desgastados de alguna manera. Algunos roedores, como las cobayas, y los lepóridos además de incisivos también tienen molares de crecimiento continuo.[14][15]

Existe un continuo entre un diente braquiodonte típico y un diente euhipsodonte, por lo cual suele medirse el grado de hipsodoncia en animales, particularmente en paleontología, mediante el índice de hipsodoncia, desarrollado por la paleontóloga británica Christine Marie Janis en 1988.

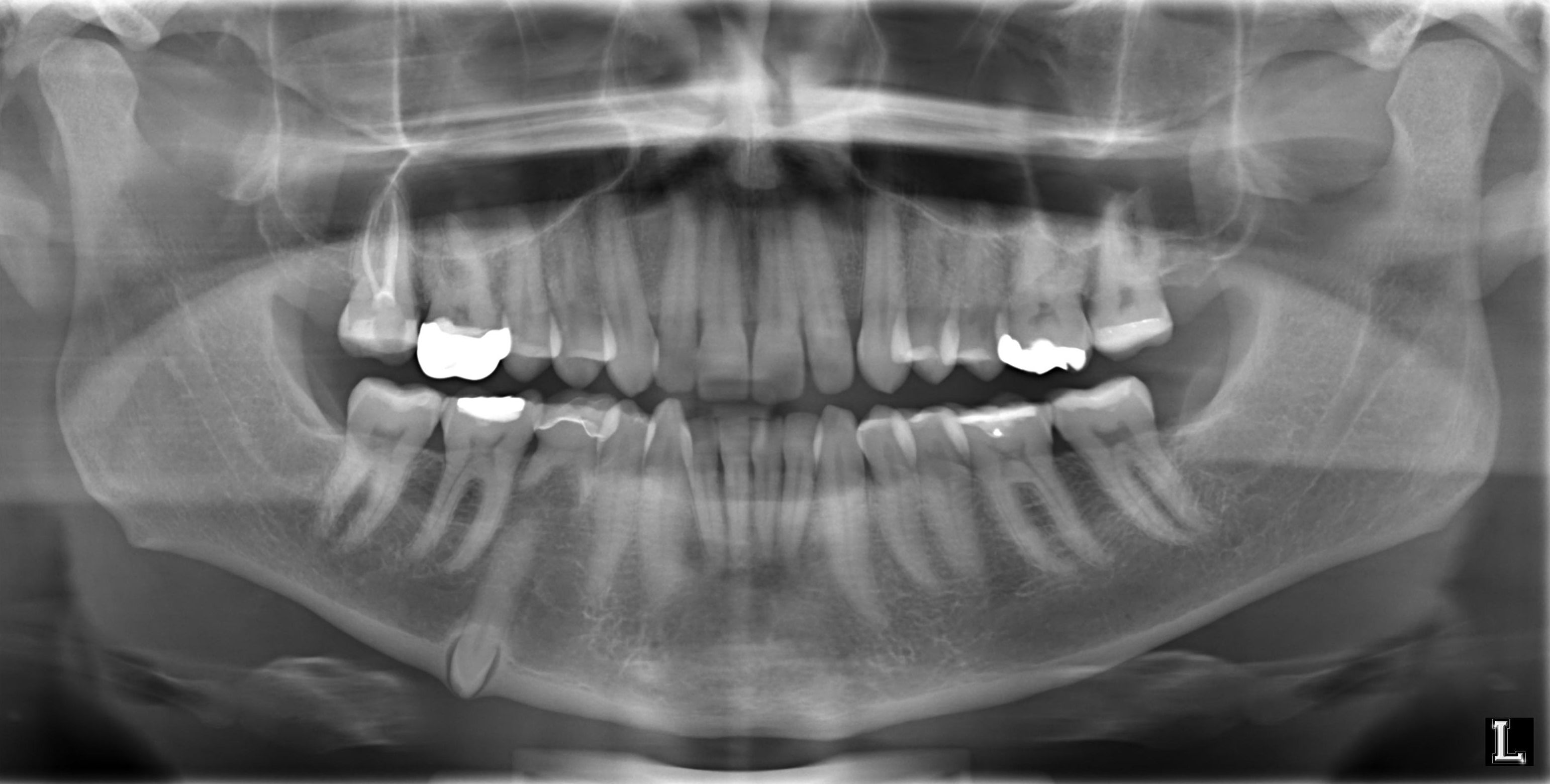
Braquiodoncia
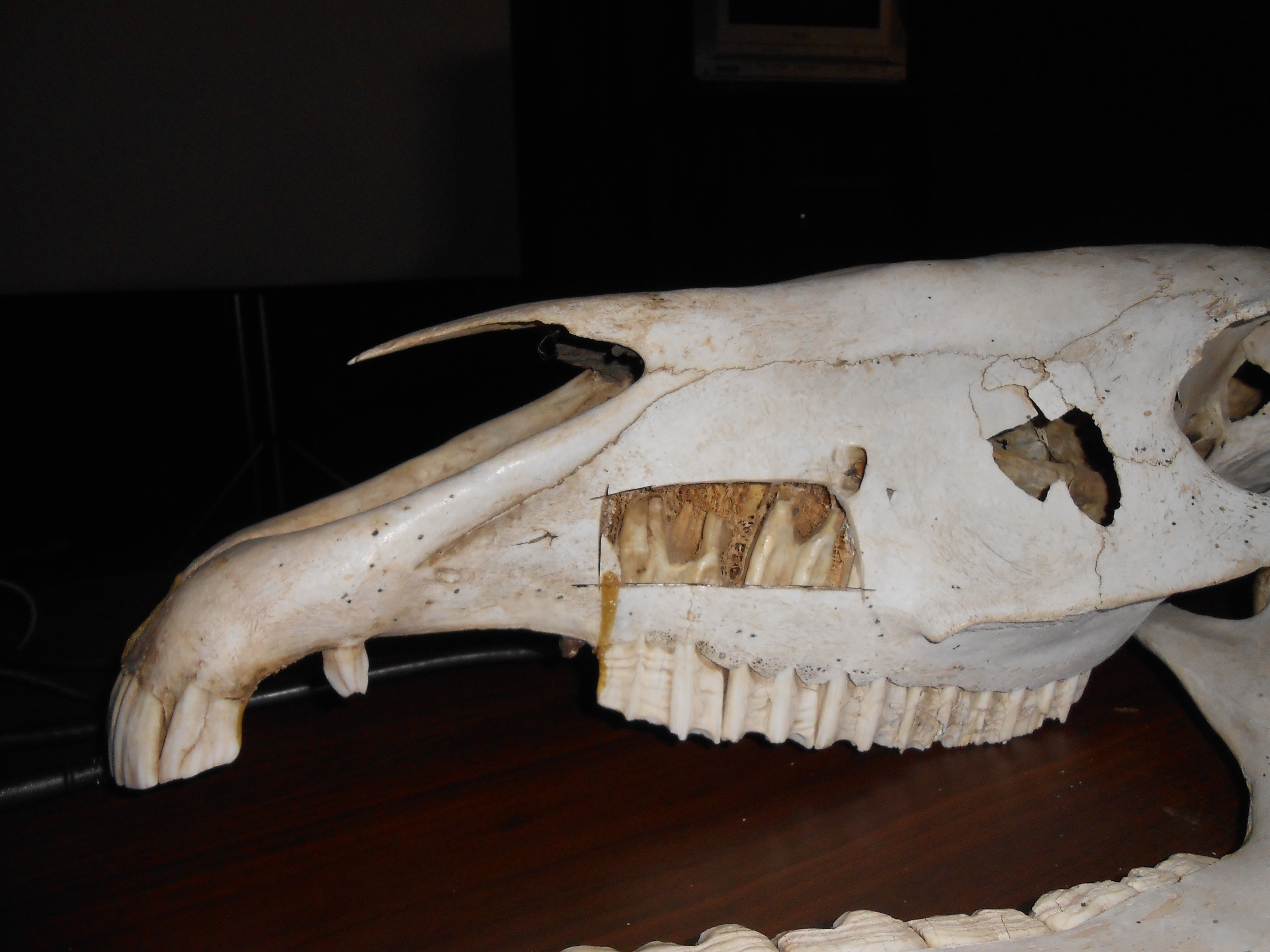
Protohipsodoncia
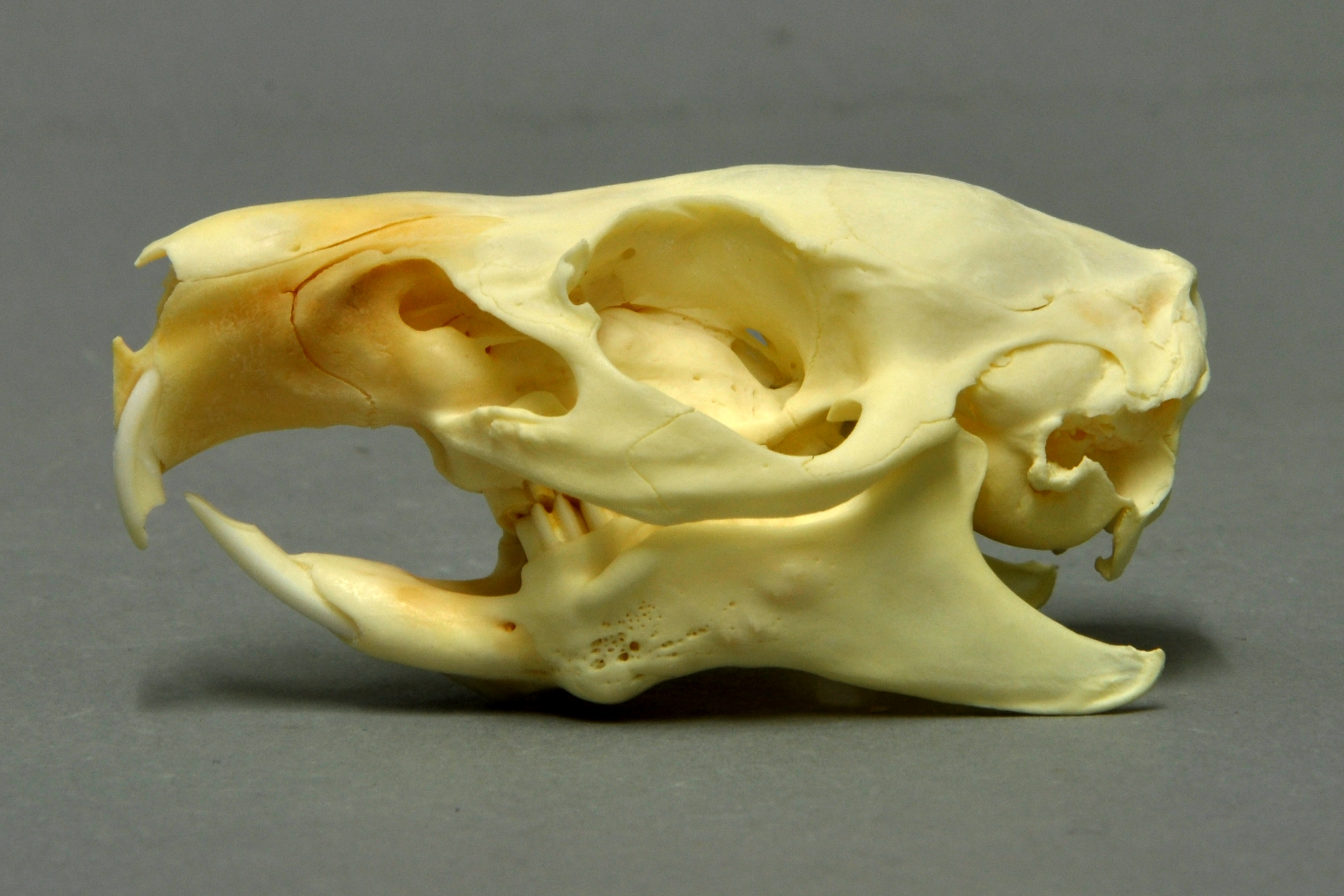
Euhipsodoncia

#### Según el número de generaciones dentarias
- Monofiodoncia: una generación dentaria.
- Difiodoncia: dos generaciones dentarias. Es típica de mamíferos que poseen una dentición decidua (también llamados dientes postizos o de leche) y otra permanente. Como la dentición permanente no reemplaza a todos los dientes deciduos, algunos prefieren el nombre más específico "hemidifiodoncia" (o "hemifiodoncia", debido a una mala traducción del inglés al castellano muy común en muchos libros de texto).[18]
- Oligofiodoncia: más de tres generaciones dentarias pero con un número limitado.
- Polifiodoncia: número ilimitado de generaciones dentarias de recambio continuo.

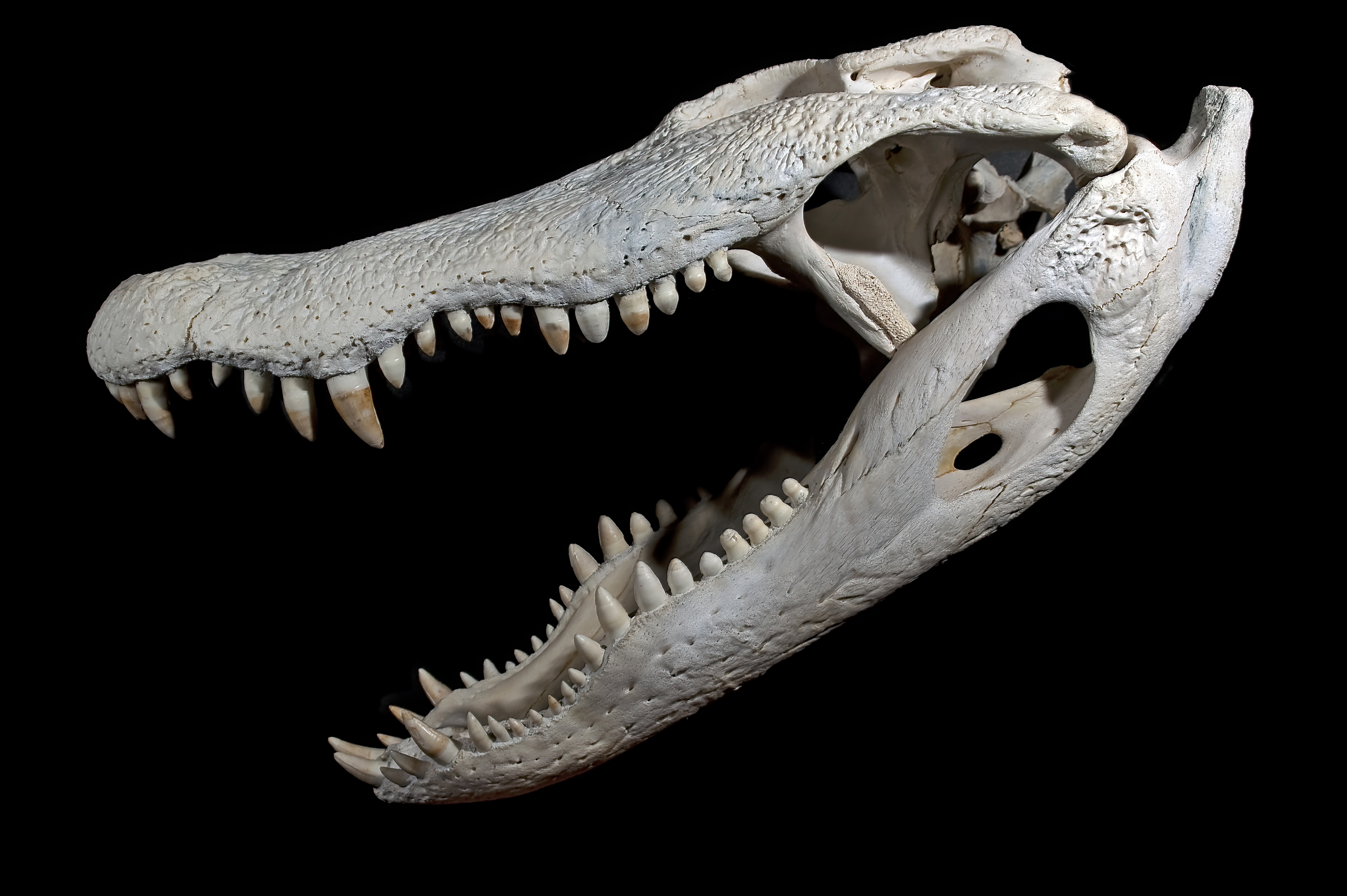
Los cocodrilos son oligofiodontes.

#### Según la implantación de los dientes
- Acrodoncia: implantado sobre las quijadas. En la mayoría de los peces óseos los dientes están unidos a la superficie externa del hueso.
- Pleurodoncia: los dientes de los lagartos se unen por un lado a la superficie interna de la mandíbula.
- Tecodoncia: son dientes implantados dentro de las quijadas en alvéolos. Son típicos de mamíferos, y también aparecen en los arcosaurios, como los cocodrilos y los dinosaurios.

#### Según el reemplazo
- Reemplazo lateral: el diente de la siguiente generación se encuentra del lado interno de la quijada con respecto al diente ya funcional. Esto sucede típicamente en peces y lagartos.
- Reemplazo vertical: el diente de la siguiente generación se encuentra debajo del diente funcional. Mamíferos y arcosaurios.
- Reemplazo horizontal: en los elefantes, el desarrollo de las muelas se encuentra espaciado en el tiempo, de manera que la muela es reemplazado por la que la sigue posteriormente. La muela de reemplazo pertenece en realidad a la misma generación dentaria que la muela que es reemplazada.

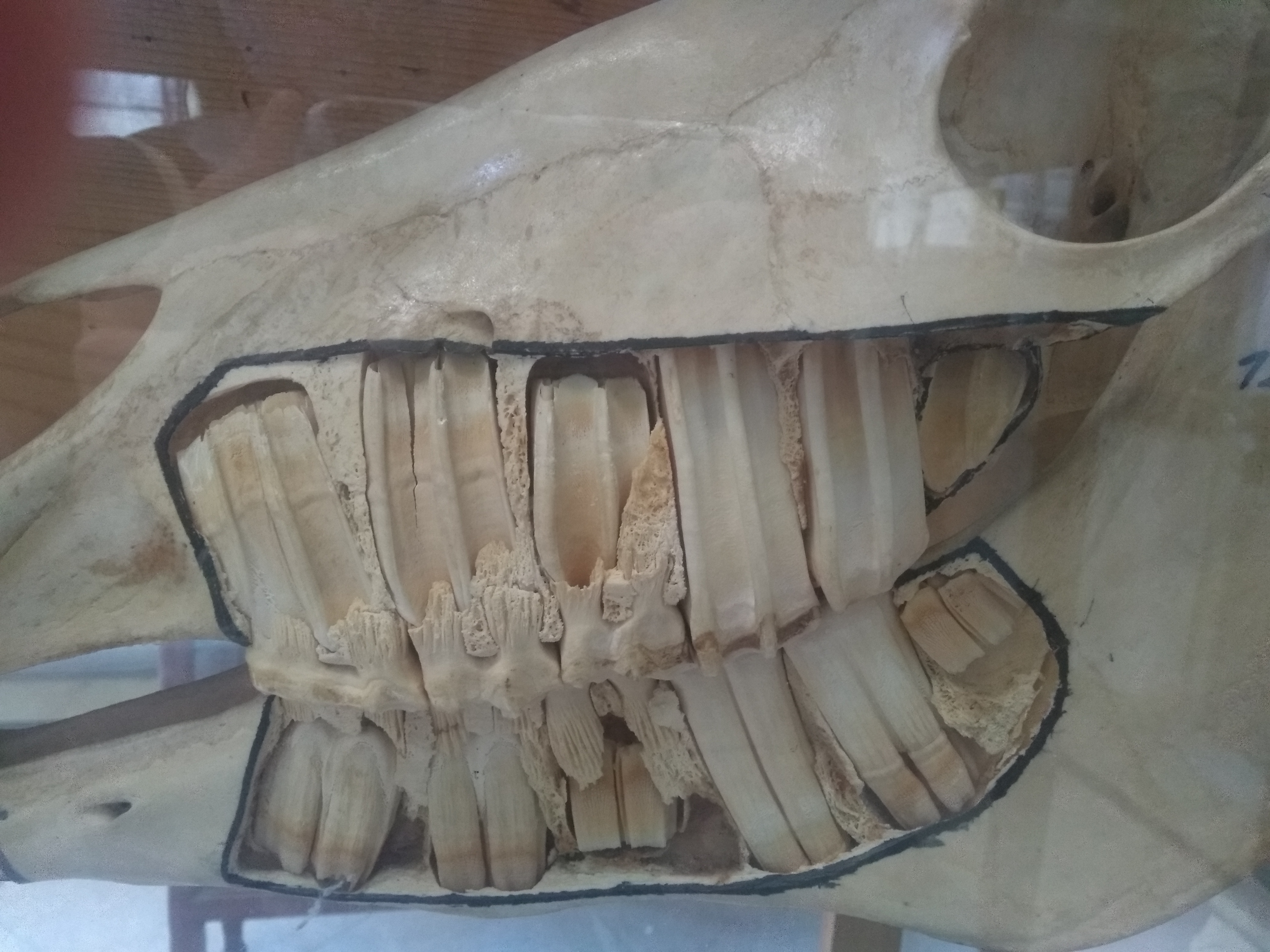
ecodoncia e implantación vertical en un caballo. Parte del hueso ha sido removido para observar las raíces. Se observan también la generación de leche y la definitiva.

## Anfibios
Los anfibios modernos suelen tener dientes pequeños, o ninguno en absoluto, ya que comúnmente sólo se nutren de alimentos blandos. Entre aquellos que poseen dientes, a partir de la segunda generación dentaria presentan dientes "pedicelados", donde se observa una corona y una raíz especializada o pedicelo que se encuentra inserto en el lado labial de los huesos de las quijadas (dentición pleurodonte). Entre las dos zonas del diente hay una zona no calcificada o débilmente calcificada. La corona generalmente es bicuspidada, con un cúspide labial y otra lingual. Muchos anfibios poseen además dientes en los huesos prevómeres.

## Reptiles
En los reptiles, los dientes generalmente son de forma simple y cónica, aunque hay cierta variedad entre las especies. Entre las serpientes, los vipéridos tienen un diente o colmillo especializado que adopta una forma particular, similar en funcionamiento a una aguja hipodérmica, ya que su principal función es inyectar veneno.

## Mamíferos

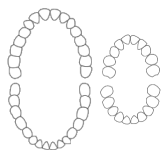
Dentición permanente y dentición decidua en los humanos.

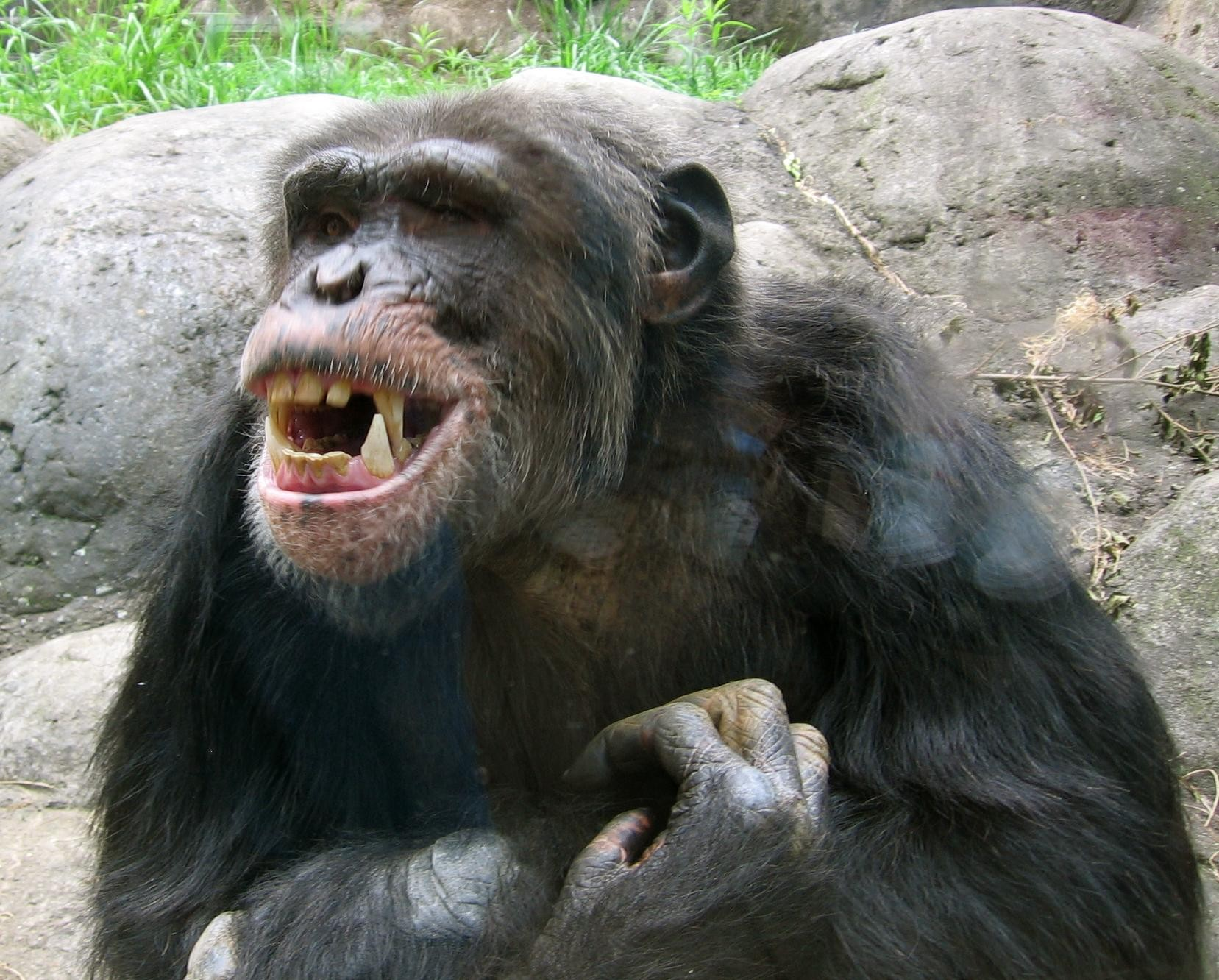
Un chimpancé mostrando sus dientes

Los dientes son unos de las características más distintivas y perdurables de los mamíferos. Los paleontólogos los usan para identificar a cual especie pertenece un fósil y averiguar qué relación tiene con otras especies. Los mamíferos son típicamente difiodontes, aunque algunas especies son consideradas monofiodontes porque la dentición decidua es reemplazada antes del nacimiento, como por ejemplo en las focas. Los dientes de los mamíferos típicamente se dividen en incisivos, caninos, premolares y molares (o muelas). Los incisivos, caninos y los premolares se reemplazan, mientras que las muelas, a pesar de ser los últimos dientes en aparecer, pertenecen en realidad a la dentición decidua y nunca son reemplazadas. En general, la mayoría de los mamíferos tienen los cuatro tipos de dientes, pero la forma de los dientes puede variar mucho con respecto a la dieta, particularmente la forma de los premolares y las muelas. Por ejemplo, los herbívoros tienen premolares con forma muy similar a las muelas para moler y masticar las plantas durables que forman la mayoría de sus dietas. El número y tipo de dientes varía mucho entre especies, por eso los biólogos usan una fórmula dentaria estandarizada para describir el patrón preciso en cualquier grupo dado.

### Xenarthra y Tubulidentata
En los xenartros y el cerdo hormiguero, los dientes no tienen esmalte. La ausencia de esmalte en ambos grupos se debe a convergencia evolutiva. En los cerdos hormigueros, sin embargo, tienen muchos túbulos de pulpa dentaria. Por eso, su orden se llama Tubulidentata.

### Perro
En los perros, los dientes no forman caries tanto como los humanos porque su saliva tiene un pH muy alto, que impide que el esmalte se desmineralice.

### Cetáceos
Los cetáceos se dividen entre aquellos con dientes (delfines, orcas) y sin dientes (ballenas). Las ballenas típicamente carecen de dientes, presentando en cambio una única serie de barbas de cada lado de las quijadas superiores que son modificaciones de la piel del paladar. Los fetos de las ballenas presentan pequeños dientes, pero estos desaparecen antes del nacimiento. Los odontocetos en cambio, son monofiodontes, tienen una sola generación dentaria, y los caninos, los premolares y los molares se encuentran modificados de manera que se parecen entre sí.